# أتسوشي كانازاوا
أتسوشي كانازاوا (باليابانية: 金澤篤志؛ بالكانا: かなざわ あつし) هو مدرب كرة سلة ياباني، ولد في 2 أبريل 1978 في تشيبا في اليابان.